# Recht der öffentlichen Sachen
Das Recht der öffentlichen Sachen gehört zum allgemeinen Verwaltungsrecht. Zur Sicherung der öffentlichen Funktion von Sachen, die dem Allgemeinwohl dienen, bezweckt das Recht der öffentlichen Sachen eine partielle „Herausnahme“ der Sachen aus dem auf Privatnutzung ausgerichteten bürgerlichen Sachenrecht. Der Ausdruck ist missverständlich, weil das Recht der öffentlichen Sachen nicht besondere Sachen, sondern eine besondere rechtliche Zuordnung der Sachen zu dem Eigentümer zum Gegenstand hat. Es regelt insbesondere auch die Benutzung der Sachen im Interesse des gemeinen Wohls durch die Allgemeinheit oder besondere Berechtigte.

## Begriff der öffentlichen Sache
Der öffentliche Sachbegriff umfasst nach überwiegender Meinung nicht nur körperliche Gegenstände (Sachen im Sinne des § 90 BGB), sondern auch nicht-körperliche „Gegenstände“ wie zum Beispiel Luft, Elektrizität oder das offene Meer. Sachen im Sinne der öffentlichen Sachen sind somit nicht auf den privatrechtlichen Sachbegriff des § 90 BGB beschränkt, müssen also nicht körperlich sein. Wegen des Zwecks, bestimmte Sachen aus dem privaten Sachenrecht teilweise „herauszuheben“, wird aber auch vertreten, dass sich der Begriff der öffentlichen Sache mit § 90 BGB decke. Die Vorschriften über Zubehör und Bestandteile von Sachen aus dem bürgerlichen Recht sind auf den Begriff der öffentlichen Sache nicht anwendbar. Insbesondere können wesentliche Bestandteile einer Sache Gegenstand des besonderen Rechts einer Widmung sein. Beispielsweise kann eine mit einem Privatgrundstück fest verbundene Fernmeldeanlage, die sachenrechtlich nur Bestandteil des Grundstücks ist, einem öffentlichen Zweck gewidmet sein, ohne dass das Grundstück selbst betroffen wäre. Umgekehrt kann sich eine Widmung auf mehrere Sachen im Sinne des BGB gemeinsam beziehen, so dass sie eine Sache im Sinne des öffentlichen Rechts bilden. So bildet ein öffentlicher Weg, der sich über mehrere private Liegenschaften erstreckt, eine einheitliche öffentliche Sache.

## Arten öffentlicher Sachen
Die öffentlichen Sachen lassen sich in verschiedene Gruppen einteilen:
- öffentliche Sachen im externen Zivilgebrauch
  - öffentliche Sachen im Gemeingebrauch können von der Öffentlichkeit grundsätzlich ohne vorherige Zulassung benutzt werden. Ein Beispiel hierfür sind die öffentlichen Straßen. Eine Ausnahme besteht insofern für die Sondernutzung öffentlicher Sachen im Gemeingebrauch, also eine Nutzung, die über den bestimmungsgemäßen Gemeingebrauch hinausgeht: Hier ist eine vorherige Genehmigung nötig. Dies trifft etwa für das Aufstellen von Tischen und Sitzmöglichkeiten vor in der Fußgängerzone gelegenen Cafés zu.
  - öffentliche Sachen im Sondergebrauch können erst nach Genehmigung und nur im genehmigten Umfang genutzt werden. Dies trifft für die wasserwirtschaftliche Nutzung öffentlicher Gewässer zu.
  - öffentliche Sachen im Anstaltsgebrauch sind etwa öffentliche Einrichtungen; der Begriff der „Anstalt“ ist dabei also nicht auf Anstalten des öffentlichen Rechts beschränkt.
- öffentliche Sachen im internen Verwaltungsgebrauch sind solche, die lediglich der öffentlichen Verwaltung zur Erfüllung ihrer Aufgaben zur Verfügung stehen, also vom Kugelschreiber im Büro über den Dienstwagen bis zum Dienstgebäude.
- öffentliche Sachen sind auch solche staatskirchenrechtlicher Körperschaften des öffentlichen Rechts, die ihrem Zweck gewidmet sind. Dazu zählen beispielsweise Kirchengebäude und Glocken. Oft handelt es sich um sog. res sacrae.

Nicht zu den öffentlichen Sachen zählen hingegen Sachen, die im Privateigentum stehen und von diesen der Allgemeinheit zugänglich gemacht werden (sog. tatsächliche „öffentliche Sachen“) und das Finanzvermögen. Zum Finanzvermögen gehören Sachen, die der Allgemeinheit durch erwerbswirtschaftliche Nutzung nur mittelbar über ihre Erträge zugutekommen.

## Rechtsnatur der öffentlichen Sachen
Im Hinblick auf die Rechtsnatur der öffentlichen Sachen werden zwei unterschiedliche Ansätze verfolgt. Zum einen wird die Rechtsfigur des „öffentlichen Eigentums“ an den öffentlichen Sachen geschaffen, was eine Dichotomie zwischen der privaten und der öffentlich-rechtlichen Eigentumsordnung zur Folge hat. Der andere Ansatz nimmt eine Widmung privatrechtlichen Eigentums zu öffentlichen Zwecken vor (dualistische Konstruktion).

### Öffentliches Eigentum
Das Rechtsinstitut des öffentlichen Eigentums ist in Hamburg durch das Wegegesetz für alle öffentlichen Wege, Straßen und Gesetze eingeführt worden (§ 4 Abs. 1 HamWG). In Reaktion auf die Sturmflut 1962 mit dem Deichordnungsgesetz vom 29. April 1964 dieses Rechtsinstitut auf Deichgrundstücke erweitert worden (§ 4a HamWaG). Dabei ist das öffentliche Eigentum ohne Bezugnahme auf die Regeln des Privateigentums zu verstehen (§§ 4 Abs. 1 Satz 5 HamWg, 4a Abs. 2 Satz 3 HamWaG). Das öffentliche Eigentum als ein umfassendes dingliches Recht hat sich sonst nicht durchgesetzt, weil eine mit dem bürgerlichen Sachenrecht vergleichbar ausgestaltete Rechtsmaterie fehlt, welche das öffentliche Eigentumsrecht erst konkretisieren müsste.

### Dualistische Konstruktion
Die dualistische Konstruktion verändert das Privateigentum inhaltlich. Durch Widmung wird das nur durch die Rechte Dritter beschränkte Eigentum (§ 903 BGB) dergestalt zugunsten des gemeinen Wohls beschränkt, dass derjenige, welcher die Sache gewidmet hat (öffentlicher Sachherr) oder Dritte die Sache in einzelnen Beziehungen benutzen dürfen oder der Eigentümer  gewisse Handlungen zu unterlassen hat (öffentliche Zweckbindung). Deshalb kann bei einem durch Widmung eingeschränkten Eigentumsrecht an einer Sache der Eigentümer mit der Sache nicht mehr nach Belieben verfahren und jedermann von der Einwirkung auf die Sache ausschließen. Mit der Widmung wird auch noch eine öffentlich-rechtliche Unterhaltungspflicht für die Sache geschaffen (Baulast). Die Widmung ist von ihrer rechtlichen Wirkung mit einer Art auf dem Privateigentum lastenden „öffentlichen“ Dienstbarkeit vergleichbar. Als ein beschränkt dingliches Recht kann die Widmung einer Sache nur durch Gesetz oder auf Grund eines Gesetzes erfolgen (Gesetzesvorbehalt, Art. 14 GG; a. A. auch durch Gewohnheitsrecht). Die Folge einer Widmung ist, dass das Eigentum an einer Sache nicht mehr rein privatnützig ausgeübt werden kann.
Öffentliche Sachen sind Sachen, die in einem durch Widmung veränderten Privateigentum eines Hoheitsträgers oder eines Bürgers stehen und tatsächlich in Dienst gestellt werden. Der große Vorteil der dualistischen Konstruktion gegenüber einer dichotomischen Eigentumsordnung ist, dass für das Recht des Eigentums an einer öffentlichen Sache auf die Vorschriften über das bürgerliche Sachenrecht unmittelbar zurückgegriffen werden kann. Das Privateigentum wird dabei durch eine öffentlich-rechtliche Sachherrschaft überlagert. Bei dieser Konstruktion unterscheidet man folgende Personen, die in Ansehung der öffentlichen Sache berechtigt oder verpflichtet sind:
- den privatrechtlichen Eigentümer (§ 903 BGB) der öffentlichen Sache
- den öffentlichen Sachherrn, welcher die Sache gewidmet hat
- die Person, welche die Instandhaltung der öffentliche Sache sicherzustellen hat (Baulastträger)
- die Person, die aus der Widmung zur Benutzung der öffentlichen Sache berechtigt ist (Berechtigte)

Diese Personen fallen oftmals zusammen oder bedingen sich gegenseitig. So wird im § 2 Abs. 2 Alt. 1 FStrG vorausgesetzt, dass der Träger der Straßenbaulast (nach § 5 Abs. 1 Satz 1 FStrG in der Regel der Bund) auch Eigentümer des der Straße dienenden Grundstücks ist oder nach § 2 Abs. 2 Var. 2 FStrG der Eigentümer in die Widmung einwilligt bzw. dem öffentlichen Sachherrn vertraglich gestattet. Das Eigentum kann sich der Bund auch auf dem Wege der Enteignung beschaffen. Nach § 2 Abs. 2 FStrG genügt auch eine sonstige dingliche Rechtsposition (wie eine private Dienstbarkeit) des öffentlichen Sachherrn.
Der unmittelbar an der Sache Berechtigte kann auch, wie bei Sachen im Verwaltungsgebrauch, der öffentliche Sachherr selbst sein. Bei Sachen im Anstaltsgebrauch ist an den Sachen zunächst auch nur der öffentliche Sachherr selbst berechtigt. Die Anstaltsbenutzer sind ihrerseits nur über ein obligatorisches Rechtsverhältnis, wie einer Satzung oder einem Verwaltungsakt, zur Benutzung berechtigt.

## Öffentliche Sachen im Anstalts- oder Verwaltungsgebrauch
Bei öffentlichen Sachen im Anstalts- oder Verwaltungsgebrauch gibt es Zweifel, ob für die Begründung der Eigenschaft als öffentliche Sache eine Widmung überhaupt erforderlich ist. Bei Sachen im Anstaltsgebrauch wäre denkbar, dass der öffentliche Sachherr kraft Widmung den Eigentümer auf Duldung der Benutzung durch die Bürger in Anspruch nehmen kann. Diese Auffassung ist umstritten, weil eine solche Widmung eine gesetzliche Grundlage brauchte. An der aber fehlt es. Auch nutzt der Bürger die Sache im Anstaltsgebrauch nicht vermöge eines beschränkt dinglichen Rechts. Der öffentlich-rechtliche Zulassungsanspruch zu Einrichtungen der Gemeinden (z. B. Art. 21 Abs. 1 BayGO), ist schuldrechtlicher Natur. Sie gibt dem Bürger nur einen Anspruch auf Begründung eines Benutzungsvertrages oder eines sonstigen öffentlich-rechtlichen Benutzungsverhältnisses (Satzung, Verwaltungsakt).
Ebenso wäre bei Sachen im Verwaltungsgebrauch denkbar, dass der Eigentümer die Benutzung durch den öffentlichen Sachherrn zu dulden hat. Auch hier fehlt es der Widmung einer gesetzlichen Grundlage.
Gelegentlich wird die gesetzliche Grundlage für den Erlass von Widmungen von Sachen im Anstalts- oder Verwaltungsgebrauch im Gewohnheitsrecht gesehen. Diese Auffassung ist in Ansehung des Art. 14 GG umstritten. Eine Widmung soll bei Sachen vermutet werden, welche zur Verwaltung oder zur Anstalt gehören und ihrer Funktionsfähigkeit dienen.
Gegen eine Widmung von Sachen im Anstalts- oder Verwaltungsgebrauch spricht darüber hinaus, dass der Träger der Verwaltung die Sache bei Kündigung z. B. eines Mietvertrags durch den Eigentümer wieder herauszugeben hat. Das beschränkt dingliche Recht „Widmung“ würde aber bei der Kündigung eines obligatorischen Vertrags nicht erlöschen. Dem Eigentümer aber eine Duldungs- und Unterlassungpflicht zugunsten des gemeinen Wohls auch nach Kündung des Mietvertrags aufzuerlegen, ist ohne gesetzliche Grundlage nicht vertretbar.

## Öffentliche Sachen der Religions- und Weltanschauungsgemeinschaften
Religions- und Weltanschauungsgemeinschaften können in Deutschland öffentlich-rechtlich organisiert sein (öffentlich-rechtliche Religionsgesellschaften). Daher ist es ihnen möglich, durch Widmung öffentliche Sachen zu schaffen, obwohl sie keine staatlichen Organisationen sind (Trennung von Staat und Kirche). Die Berechtigung zur Widmung und Entwidmung ergibt sich unmittelbar aus dem Status als öffentlich-rechtliche Körperschaften nach Art. 140 GG i. V. m. Art. 137 Abs. 5 Weimarer Reichsverfassung. Einer Anerkennung der kirchlichen Widmung durch staatliche Behörden bedarf es nicht; es handelt sich um einen öffentlich-rechtlichen Akt kirchlichen Handelns, der unmittelbar aus ihrer Körperschaftsqualität folgt und ihrem Selbstbestimmungsrecht unterliegt.
Die Widmung erfolgt entweder ausdrücklich durch einen kirchlichen Verwaltungsakt als Beschluss des jeweiligen Leitungsorgans (Pfarrgemeinderat, Kirchengemeindeleitung) oder stillschweigend durch entsprechende Benutzung. Aus der öffentlich-rechtlichen Widmung wird verbreitet auf den Verwaltungsrechtsweg (etwa gegen liturgisches Glockengeläut) geschlossen.
Von den so geschaffenen kirchlichen öffentlichen Sachen sind die „res sacrae“ zu unterscheiden, die zwar häufig, aber nicht notwendigerweise gewidmet sind (nicht beispielsweise bei privatrechtlich organisierten Gemeinschaften, die nicht öffentlich-rechtlich handeln können). Umgekehrt muss nicht jede öffentliche Sache einer Religionsgemeinschaft auch als res sacra gelten.
Einblick in die zahlreichen juristischen Probleme, die mit kirchlichen Widmungsakten verbunden sein können, gibt der Streit um die St. Salvator-Kirche in München, in dem während 20 Jahren zehn Gerichtsentscheidungen einschließlich eines Beschlusses des Bundesverfassungsgerichts ergingen.